# Cosmobunus
Cosmobunus is een geslacht van hooiwagens uit de familie Sclerosomatidae.
De wetenschappelijke naam Cosmobunus is voor het eerst geldig gepubliceerd door Simon in 1879. 

## Soorten
Cosmobunus omvat de volgende 5 soorten:
- Cosmobunus americanus
- Cosmobunus auratus
- Cosmobunus granarius
- Cosmobunus unicolor
- Cosmobunus unifasciatus